# 近視
近視（near-sightedness，myopia，short-sightedness）是在调节放松状态下，来自5米以外的平行光线经眼球屈光系统后，聚焦成像在视网膜前的现象，属于一种屈光不正性眼病。近视患者以视近物清楚，视远物模糊为主要表现。近视通常从儿童时期发病，到20岁以后即较少进展。
除了视远物模糊外，其他症狀可能有视疲劳、頭痛，嚴重的近視會增加視網膜剝離、白內障及青光眼的風險。
目前相信潛在肇因來自遺傳與環境因素，風險因子為做事時需聚焦於近物、長時間待在室內及家族病史等，近視也和高社經地位相關， 其他因素包括營養不良等。潛在的構造問題是眼球直徑過長，或水晶體太缺乏彈性，但後者較少見。近視是一種眼屈光不正，確診方式是做視力測試。
目前已有實驗性的例證指出，盡量讓兒童待在戶外可預防兒童近視，這可能是因為他們接觸到的自然光對近視的預防作用。近視可經由佩戴眼鏡、隱形眼鏡或接受手術來矯正。佩戴眼鏡是最簡單也最安全的；隱形眼鏡則可以提供較寬闊的視野，但也伴隨著感染的風險；而接受屈光手術可以永久改變眼角膜的形狀。
近視是最常見的眼睛問題，據估計約有 15 億人患有近視（約佔全球人口 22%） ，不同地區的近視人口比例差距甚大，約佔成人的 15~49%，男女比例倒是相去無幾。近視的兒童在尼泊爾鄉間僅佔 1.2%，在南非佔 4%，在美國佔 12%，但卻在中國部分大城市卻高達 37%。自 1950 年代起，近視人口比例持續增加。近視卻未經矯正是視力障礙的常見原因，放諸四海皆準，其他原因包含白內障、黃斑部退化以及缺乏維他命 A。

## 症狀
近視患者可以在特定距離（視力的遠點）內看得清楚，但在這個範圍外的物體則是模糊的。通過定期檢查，大部分近視患者的眼睛結構與非近視患者並無不同。好發於學齡兒童，並在8至15歲惡化。

## 病因
一般相信近視的成因是先天基因與後天環境因素總和導致。風險因子包含：長時間近距離用眼的工作，長時間待在室內，都市化，和家族病史；也跟高社經地位和高教育水準有關。一個雙胞胎的研究指出至少涉及一些遺傳因素。而近視患者在已開發國家中迅速增加，證明也涉及環境因素。

### 遺傳
近視的風險可能会从父母遗传。基因連鎖的研究在15個跟近視有關的染色體中定位出18個可能的基因座，但這18個基因座中沒有一個跟屬於造成近視的候選基因。相較於由單一基因座來控制近視的發作，許多突變蛋白質複雜的交互作用才可能是原因。相較於結構蛋白質的單一異常造成近視，這些結構蛋白質的控制異常才可能是造成近視的實際原因。各國近視協作研在歐裔個體中識別出16個新的造成屈光錯誤的基因座，其中8個跟亞裔相同。這些新的基因座包含具神經傳導，離子傳輸，維甲酸代謝，細胞外基質重塑，和眼睛發展等功能的候選基因。高風險基因的帶原者罹患近視的風險增加十倍。

### 環境因素
增加近視風險的環境因素包括：光照不足，活動量低，長時間近距離用眼，和受教育年份的增加。
其中一個假說是缺少正常視覺刺激會造成眼球的不當發展。在這個假說中的「正常」是指眼球在演化過程中的環境刺激，現代人大部分時間待在螢光燈照亮的建築室內，可能提高近視發生的風險。花更多時間運動和在戶外玩樂的人，特別是兒童，有較低的比例近視，指出在進行這些活動中受到的更強、更複雜的視覺刺激能延緩近視。有些初步的證據顯示，戶外活動對於近視加深的預防效果可能(至少部分)來自於長時間日照會影響視網膜多巴胺的製造和釋放。
近距離用眼工作的假說，也稱為「用眼過度理論」宣稱：長時間近距離用眼會使眼內及眼外的肌肉緊張。有些研究支持這項假說，有些則不然。雖然存在關聯性，但不是明顯的因果關係。
近視在患有糖尿病、兒童關節炎、葡萄膜炎和系統性紅斑狼瘡的兒童中也更常見。

## 構造問題
因為近視是由於屈光錯誤造成，近視的物理成因可與任何失焦的光學系統相比。Borish 和 Duke-Elder 將近視分成這些物理原因：
- 軸性近視歸因於眼睛的軸長過長[24]
- 屈光性近視歸因於眼睛折射物質的狀態。屈光性近視有兩個子分類：
  - “曲率近視”歸因於眼球的一個或多個折射表面，特別是角膜，曲率過大或是增加
  - “屈光率近視”歸因於一個或多個眼球介質的折射率的變化[24]

任何出現失焦像差的光學系統，失焦的現象會透過改變光圈大小而增強或減弱。就眼睛而言，放大的瞳孔會加強屈光錯誤，而縮小的瞳孔會減弱此屈光錯誤。這現象會造成個體在低照明區域更難看清楚，就算在日照等明亮環境下沒有症狀。

## 診斷
近視的診斷通常由驗光師或眼科醫師來進行。在屈光檢查中，會使用自動驗光儀或網膜鏡得到各眼屈光狀態的初步客觀評估，接者使用綜合驗光儀主觀地使患者的眼鏡度數處方更完善。其他類型的屈光錯誤是遠視、散光和老花。

### 類型
用臨床表現來描述不同類型的近視：
- 單純近視：除了近視以外一切正常眼睛的近視，通常少於400至600度[25]。這是最常見的近視型態。
- 退化性近視（Degenerative Myopia）：又稱惡性近視(Malignant Myopia) 或病理性近視(Pathologic Myopia)，特徵是眼底明顯變化，例如後葡萄腫（posterior staphyloma），而且與矯正後的高屈光誤差和超常視覺敏銳度有關[26]。這種類型的近視會隨著時間惡化。據報導，退化性近視是視障的主要原因之一。
- 假性近視（Pseudomyopia）：眼睛調節系統痙攣所造成的遠視模糊[27]。
- 夜間近視（Nocturnal myopia）：沒有足夠的刺激使得眼睛調節系統僅部分作用，造成遠處物體沒有正確對焦。[25]
- 暫時性近視（Nearwork-induced transient myopia，NITM）：在持續的近眼工作後使遠視點偏移而造成的短期近視。[28]
- 儀器近視（Instrument myopia）：觀看儀器設備（例如：顯微鏡）時的過度調節。[29]
- 誘導近視（Induced myopia)：又稱繼發性近視(acquired myopia)是由各種藥物、血糖提升、核硬化症、氧氣中毒（潛水，或氧氣高壓療程）或其他異常所造成。[25]磺胺類藥物會造成睫狀肌水腫，造成水晶體前移，讓眼睛失焦。[30]血糖提升會讓山梨醇在水晶體中累積造成腫脹，這種腫脹經常造成暫時性近視。修復視網膜剝離所使用的鞏膜扣環（Scleral buckles）也可能因為增加眼軸長度而造成近視。[31]
- 屈光率近近視（Index myopia）歸因於一個或多個眼球介質的折射率的變化[24]。白內障可能會導致屈光率近視。[32]
- 形體剝奪近視（Form deprivation myopia）：發生於視力因為有限的光照視力範圍而被剝奪，或是眼睛被人工水晶體修改。

### 度數
近视度数定义：睫状肌麻痹后，等效球镜屈光力 ≤ -0.5D。
- 近視0至50度（−0.00 ~ −0.50D）一般被歸類為正視眼。
- 低度近視一般指50至300度（−0.50 ~ −3.00D）的近視。
- 中度近視一般指300至600度的近視（−3.00 ~ −6.00D）。中度近視患者更有可能罹患色素擴散症候群 （pigment dispersion syndrome）或色素性青光眼（pigmentary glaucoma）。[34]
- 高度近視一般指600度（−6.00D）或以上的近視。高度近視患者更有可能發生視網膜剝離[35]或隅角開放性青光眼(primary open angle glaucoma)[36]，也更有可能得到飛蚊症或是在視野中出現陰影形狀[37]。除此之外，高度近視也與黃斑部病變(macular degeneration）、白內障和重大視障有關。[38]

### 發病年齡
近視有時也以發病年齡來分類
- 先天性近視(Congenital myopia)，又稱幼年型近視(infantile myopia)出生時就存在並持續整個嬰兒時期
- 青年型近視(youth onset myopia)在幼兒期或是青少時期發生，度數可能會持續變化直到21歲，因此全球的眼科專家一般都不建議任何形式的手術矯正。
- 成年型近視(Adult onset myopia)發作在20歲之後。

## 預防
目前最有效的藥物預防甚至治療方式是使用長效“散瞳劑”（長效睫狀肌麻痺劑的俗誤稱，主要是硫酸阿托品，其亦有散瞳作用），在北美洲有75%使用，在澳洲有80%使用。待在戶外，暴露在強光下，有研究表明，青少年户外活動的時間與近視加深速度成反比。
閱讀手機畫面使用遠距成像放大器（Project Air）。長時間近距離看手機也是目前誘發近視的主要原因之一，以遠距成像放大器做視覺輔具，可以將原本 15~50cm 的用眼距離,延長到 100~250cm；距離遠了，眼睛的負擔就減輕，藉此達到預防近視度數增加的效果。

## 遺傳基因
至今，人们已经定位了一些可能诱发近视眼的基因位点，收入人類孟德爾遺傳學中，下表列出了这些基因：
| 基因名称 | 位置          | 发现者               | 近视眼种类 | 遗传方式         | MIM编号                       |
| -------- | ------------- | -------------------- | ---------- | ---------------- | ----------------------------- |
| MYP1     | Xq28          | Schwartz，1990       | 高度近视   | X连锁隐性遗传    | 310460                        |
| MYP2     | 18p11.31      | Young，1998          | 高度近视   | 常染色体显性遗传 | 160700                        |
| MYP3     | 12q21-q23     | Young，1998          | 高度近视   | 常染色体显性遗传 | 603221 （页面存档备份，存于） |
| MYP4     | 7q36          | Naiglin，2002        | 高度近视   | 常染色体显性遗传 | 608367 （页面存档备份，存于） |
| MYP5     | 17q21-q22     | Paluru，2003         | 高度近视   | 常染色体显性遗传 | 608474                        |
| MYP6     | 22q12         | Stambolian，2004     | 近视       |                  | 608908                        |
| MYP7     | 11q13         | Hammond，2004        | 近视       |                  | 609256                        |
| MYP8     | 3q26          | Hammond，2004        | 近视       |                  | 609257                        |
| MYP9     | 4q12          | Hammond，2004        | 近视       |                  | 609258                        |
| MYP10    | 8p23          | Hammond，2004        | 近视       |                  | 609259                        |
| MYP11    | 4q22-q27      | 张清烔，2005         | 高度近视   | 常染色体显性遗传 | 609994                        |
| MYP12    | 2q37.1        | Paluru，2005         | 高度近视   | 常染色体显性遗传 | 609995                        |
| MYP13    | Xq23-q25      | 张清烔，2006         | 高度近视   | X连锁隐性遗传    | 300613                        |
| MYP14    | 1q36          | Wojciechowbski，2006 | 近视       |                  | 610320                        |
| MYP15    | 10q21.1       | Nallasamy，2007      | 高度近视   | 常染色体显性遗传 | 612717                        |
| MYP16    | 5p15.33-p15.2 | Lam，2008            | 高度近视   | 常染色体显性遗传 | 612554                        |

## 治療

凹透镜对近视的远视力的矫正。

1. 近视眼镜。近视之后，眼睛将无法看清楚远处，所以需要佩戴近视眼镜才能看清楚远处。
2. 使用阅读镜（远视眼镜）。和近视眼镜相反，远视眼镜可以减轻看近处的负担，从而预防近视。这种预防近视的方法被称为近雾视法。[45][46]雾视镜应按验光时的雾视值选配。
3. 使用OK（orthokeratology）镜（角膜塑形镜）。OK镜类似于一般的硬性隐形眼镜，可在长期使用中（夜晚）改变角膜的形状，从而在一定程度上逆转屈光度或防止近视加深[47]。以往因压迫设计不良及护理液不够进步，可能导致严重的眼部感染[48][49]，目前感染率已大幅降低[50]。
4. 使用阿托品眼药水[51]。阿托品（或其类似的药物，如哌仑西平与托吡卡胺等M受体拮抗剂）可以麻痹睫状肌，放松其痉挛，从而预防近视。多项研究表明，阿托品眼药水对减缓近视的加深是有效的[52]。但是这类药物也是有副作用的，包括暂时无法看清近处、对强光极为敏感等。
5. 激光手术是目前能够快速逆转近视的方法，对部分成年人适用。但它通常并不能使人恢复正常人的视力，且其副作用可能也显著，包括干眼症、炫光、夜视力下降等，甚至可能在若干年后视力严重下降。激光手术在角膜上留下的伤口永远都不会真正愈合，可能受到创伤而错位。其原理是通过激光在角膜上塑形，改变其折射率，从而提高远视力。事实上，美国FDA通过LASIK技术认证的前任主管Morris Waxler最近发现，LASIK厂商及其合伙人（包括眼科医生）在申请FDA认证时隐瞒与伪造了大量关于LASIK的安全性与有效性的数据[53]。而眼科医师则认为，利用新技术进行手术的安全性更高，尽管Waxler的资料认为新技术的副作用是同样的。因此，激光手术的长期安全性仍然备受争议。

目前的醫學，至今無法根治真性近視，所以除了預防，如果遇到近視也應該盡速就醫，如果還在假性近視的階段，越早發現，越早治療成功的機率也會越高。

## 管理
近视管理应从初诊到随访具有全流程管理方案，如：屈光档案建立、近视进展预测、干预手段选择与调整等环节，确保近视管理的科学性与规范性。有效性的评估指标为与对照组比较，眼轴增长和屈光度进展的年延缓量和（或）年延缓百分比，并建议评估停止治疗的反弹效应。

## 相關
- 動物的近視（英语：Myopia in animals）